# Noordodes magnificalis
Noordodes magnificalis är en fjärilsart som beskrevs av Rothschild 1916. Noordodes magnificalis ingår i släktet Noordodes och familjen Crambidae. Inga underarter finns listade i Catalogue of Life.